# Jaycie Phelps
Jaycie Phelps (Greenfield (Indiana), 26 de setembro de 1979) é uma ex-ginasta norte-americana que competiu em provas de ginástica artística.
Jaycie fez parte da equipe norte-americana que conquistou a medalha de ouro nos Jogos Olímpicos de Atlanta, em 1996, sendo então membro das chamadas Sete Magníficas.

## Carreira
Nascida em Greenfield (Indiana), iniciou no desporto aos quatro anos de idade, treinando no Cincinnati Gymnastics Academy, sob os cuidados de Mary Lee Tracy. Aos onze anos, sua família mudou-se para o Arizona, passando a treinar no Desert Devils Gymnastics at Sports. Dois anos depois, Jaycie sofreu uma lesão em seu joelho, fazendo mudar-se novamente à Cincinnati. Retornando aos treinos, a ginasta disputou o US Olympic Festival, em 1994, no qual conquistou a medalha de bronze no concurso geral. No Campeonato Nacional Americano, foi sexta colocada no evento individual.
Ainda em 1994, competiu no Mundial de Dortmund. Nele, foi medalhista de prata na disputa coletiva, superada pela equipe romena. Em 1995, competiu no US Classic, sendo medalhista de ouro no geral, nas barras assimétricas, na trave e no solo e prata na disputa do salto. No Nacional Americano, conquistou a medalha de bronze no geral individual. No compromisso seguinte, deu-se o Campeonato Mundial de Sabae. Nele, foi medalhista de bronze na prova coletiva, superada pela equipe chinesa e romena, prata e ouro, respectivamente. Nas barras assimétricas, terminou na oitava colocação, ao somar 9,687 pontos, em prova vencida pela russa Svetlana Khorkina. No ano posterior, competiu no Mundial de San Juan,- que não contou com a prova coletiva. Nele, encerrou na sexta colocação na trave de equilíbrio e na oitava nas paralelas assimétricas. No Campeonato Nacional, foi segunda colocada na disputa do concurso geral, superada pela companheira de seleção Shannon Miller. Em julho, em sua primeira aparição olímpica, como membro das Sete Magníficas, Jaycie ao lado de Shannon Miller, Amy Chow, Dominique Dawes, Amanda Borden, Dominique Moceanu e Kerri Strug, conquistou a medalha de ouro na prova coletiva, superando equipe russa e romena, prata e bronze, respectivamente.
Em 1997, Phelps sofreu mais uma lesão, desta vez nas costas e no menisco, o que a obrigou, novamente, a afastar-se do desporto. Retornando aos treinos em 1999, visando os Jogos Olímpicos de Sydney, em 2000, Jaycie participou do U.S. Classic, terminando na 14ª colocação no evento geral individual. Após a realização do evento, anunciou sua aposentadoria definitiva do desporto. Em 2003, fora inserida no US Gymnastics Hall of Fame. Dois anos depois, casou-se com o membro da equipe norte-americana nos Jogos Olímpicos de Atenas, Brett McClure. O casal divorciou-se em 2008. Atualmente, Jayce é técnica da modalidade no Metroplex Gymnastics, no Texas.

## Principais resultados
| Ano  | Evento                                    | AA                | Equipe            | Salto sobre o cavalo | Trave           | Barras assimétricas | Solo            |
| ---- | ----------------------------------------- | ----------------- | ----------------- | -------------------- | --------------- | ------------------- | --------------- |
| 1994 | Festival Olímpico                         | Medalha de bronze |                   |                      |                 |                     |                 |
| 1994 | Campeonato Nacional Americano             | 6º                |                   |                      |                 |                     |                 |
| 1994 | Campeonato Mundial de Ginástica Artística |                   | Medalha de prata  |                      |                 |                     |                 |
| 1995 | US Classic                                | Medalha de ouro   |                   | Medalha de prata     | Medalha de ouro | Medalha de ouro     | Medalha de ouro |
| 1995 | Campeonato Nacional Americano             | Medalha de bronze |                   |                      |                 |                     |                 |
| 1995 | Campeonato Mundial de Ginástica Artística |                   | Medalha de bronze |                      |                 | 8º                  |                 |
| 1996 | Campeonato Mundial de Ginástica Artística |                   |                   |                      | 6º              | 8º                  |                 |
| 1996 | Campeonato Nacional Americano             | Medalha de prata  |                   |                      |                 |                     |                 |
| 1996 | Pré-Olímpico                              | Medalha de bronze |                   |                      |                 |                     |                 |
| 1996 | Jogos Olímpicos                           |                   | Medalha de ouro   |                      |                 |                     |                 |
| 2000 | US Classic                                | 14º               |                   |                      |                 |                     |                 |